# 劉最
劉最（1482年—1548年），字振廷，號孟齋，江西承宣布政使司撫州府崇仁縣（今江西省崇仁縣）人，明朝政治人物，正德丁丑進士。

## 生平
江西鄉試第六十九名舉人。正德十二年（1517年）中式丁丑科會試第一百七十八名，登第三甲第五十九名進士。授慈利縣知縣，入爲禮科給事中。嘉靖二年（1523年），中官崔文以禱祠事刺激明世宗，劉最極言稱其不行，并奏報崔文耗費內廷資金。明世宗聽從崔文，并罷免劉最，出任廣德州判官。言官論救均不被採納。當時東廠太監芮景賢奏報，其在路上仍然用舊職，乘坐巨舫，取夫役，巡鹽御史黃國用還用復遣牌送他。明世宗大怒，逮捕兩人入詔獄，充軍邵武，黃國用被謫極邊雜職，法司及言官論救，均被指責為同黨。劉最在戍所，久之赦還，家居二十餘年后去世。

## 著作
有著述《選擇類編》8卷。

## 家族
曾祖劉子繹；祖父劉璲，曾任通判；父劉崇，曾任教諭。前母熊氏；前母盧氏；母楊氏。慈侍下。弟劉寯，祁門知县；劉案；劉宴。